# Manuel de Sada y Antillón
Manuel de Sada y Antillón   (Tudela, 31 de desembre de 1677 - València, 2 de febrer de 1764) fou un militar navarrès, gran castellà d'Amposta, virrei de Navarra i capità general de València.
Era fill de Juan José de Sada y Secanilla, originari de Saragossa i membre de l'Orde de Calatrava, i de María Teresa de Antillón y Veráiz, originària de Tudela. En 1694 ingressà a l'Orde de Sant Joan i el 1732 assolí el grau de mariscal de camp. Fins 1734 fou ambaixador al regne de Sardenya i el 1734 ascendí a tinent general. Fou nomenat governador de Savoia de 1743 a 1748, i en 1749 capità general de Guipúscoa. En 1750 fou novament ambaixador al regne de Sardenya i ascendit a capità general.
Del 25 de setembre de 1754 al 1759 fou virrei de Navarra, i des del seu càrrec destacà la importància de la ciutadella de Pamplona com a enclavament militar fronterer, alhora que mantenia una relació tibant amb el bisbe de Pamplona. També es va posar en marxa el desviament del cabal del riu Aragó de Rueda a Tauste. Després de la mort de Ferran VI d'Espanya fou destituït com a virrei i nomenat capità general de València, càrrec que va ocupar fins a la seva mort.